# Ptilodexia prexaspes
Ptilodexia prexaspes là một loài ruồi trong họ Tachinidae.